# الساندرو دی لیدی
الساندرو دی لیدی (انگلیسی: Alessandro De Leidi؛ زادهٔ ۲۳ آوریل ۱۹۹۱) بازیکن فوتبال اهل ایتالیا است.
از باشگاه‌هایی که در آن بازی کرده‌است می‌توان به باشگاه فوتبال فوجا، باشگاه فوتبال چیتادلا، و باشگاه فوتبال آتالانتا اشاره کرد.